# Franciszek Rychnowski
Franciszek Rychnowski né le 3 octobre 1850 à Velehrad et mort en 3 juillet 1929 à Lviv, est un ingénieur et inventeur polonais.

## Biographie
Franciszek Rychnowski est issu d'une famille noble polonaise. Élève à l'école des frères des écoles pies à Lipník nad Bečvou, dans la région d'Olomouc, Franciszek Rychnowski s'intéresse très tôt à la physique, la thermodynamique, les circuits électriques et la photographie. Il fait ses études à la faculté de génie mécanique à Vienne. 
Il s'installe à Lviv environ en 1877. Son modèle de radiateur avec consommation de combustible réduite, breveté en 1878, est présenté à l'Exposition universelle de Paris et y obtient la médaille d'argent. Il est l'auteur du système de ventilation et d'éclairage du nouveau bâtiment du Parlement de Lviv conçu en 1879, qui sera également breveté. Grâce à ses innovations Rychnowski jouit d'une notoriété certaine, obtenant de nouvelles commandes, comme celle du moulin sur la propriété des Habsbourg à Czerlany dans l'Oblast de Lviv.
En Roumanie, Rychnowski introduit un certain nombre d'innovations dans les systèmes de chauffage dans le Château de Peleș pour lequel il reçoit une médaille d'or du mérite de 1re classe du roi Carol Ier. En 1888, il installé des radiateurs à la Halle aux draps de Cracovie.
Dans les années 1890 il décrit son poêle breveté dans le Czasopismo Techniczne [Magazine technique] de Lviv. Il est employé de l'Université nationale polytechnique de Lviv et membre de la Société polytechnique de Lviv. En 1918, au cours de la guerre polono-ukrainienne, il devient le commandant de la garde civique de la ville de Lviv.
Franciszek Rychnowski est également connu pour la promotion de la théorie d'eteroïde, qui relève de la pseudoscience.
Mort en 1929 à Lviv, il est enterré au Cimetière Rakowicki.